# 新土裕二
新土 裕二（しんど ゆうじ、1983年2月19日 - ）は、日本のリングアナウンサー。山梨県南アルプス市出身。玉川大学卒業。全日本プロレス所属。

## 経歴
- 2005年4月プロレスリング・ノアでリングスタッフ兼レフェリー見習いとして入社後、ファースト・オン・ステージでZERO1-MAXの営業職を経て、2007年、大日本プロレスにリングアナウンサー見習いとして入社。
- 2008年2月16日、広島県立広島産業会館大会でリングアナデビュー。前任者の村上健が他団体選手の強制猥褻事件の影響で解任された為、急遽デビューする事になった。
- そのまま団体広報の職も任され、記者会見の司会を務める事もある。
- 目標は田中ケロ（元新日本プロレス）。
- 2021年内をもって大日本プロレスを退社。2022年からフリーで活動、2024年7月1日付けで全日本プロレス入団[1]。

## 対バラモン兄弟
2011年下半期に入るとバラモン兄弟（バラモン・シュウ＆バラモン・ケイ）の執拗な攻撃に遭い、それに腹を立てた新土はバラモンのリングコール時に以下の台詞を使って反撃するようになり、勿論すぐにバラモンもやり返し、一時期は大日本名物の一つにもなっていた。
- 「バカ兄弟の無謀な挑戦」・「横浜市保土ケ谷区が生んだアジア人の恥」（アジアタッグ王座挑戦に対し）
- 「社会不適応者。残された道はホームレス」
- 「おめでとうございます。ですが、僕は、認めません!」（日本インディー大賞ベストユニット賞3回目の受賞に対し）
- 「果たして11年目はあるのでしょうか!」（バラモンのデビュー10周年に対し）
- 「いい年こいていつまでそんな事を」（バラモンの35歳の誕生日を迎えた事に対し）
- 「一騎当千の選考に漏れた残念な弟」・「一騎当千の予選で敗れた最弱な兄貴」
- 「人生クソまみれ」（BJW認定タッグ王座挑戦に対し）